# 阿特莫尔 (阿拉巴马州)
阿特莫尔（英語：Atmore）是美国亚拉巴马州艾斯康比亞縣下属的一座城市。面积约为21.85平方英里（约合56.6平方公里）。根据2020年美國人口普查，该市有人口5,276人，人口密度为381.0/平方英里（约合147.1/平方公里）。